# Chiodo da roccia

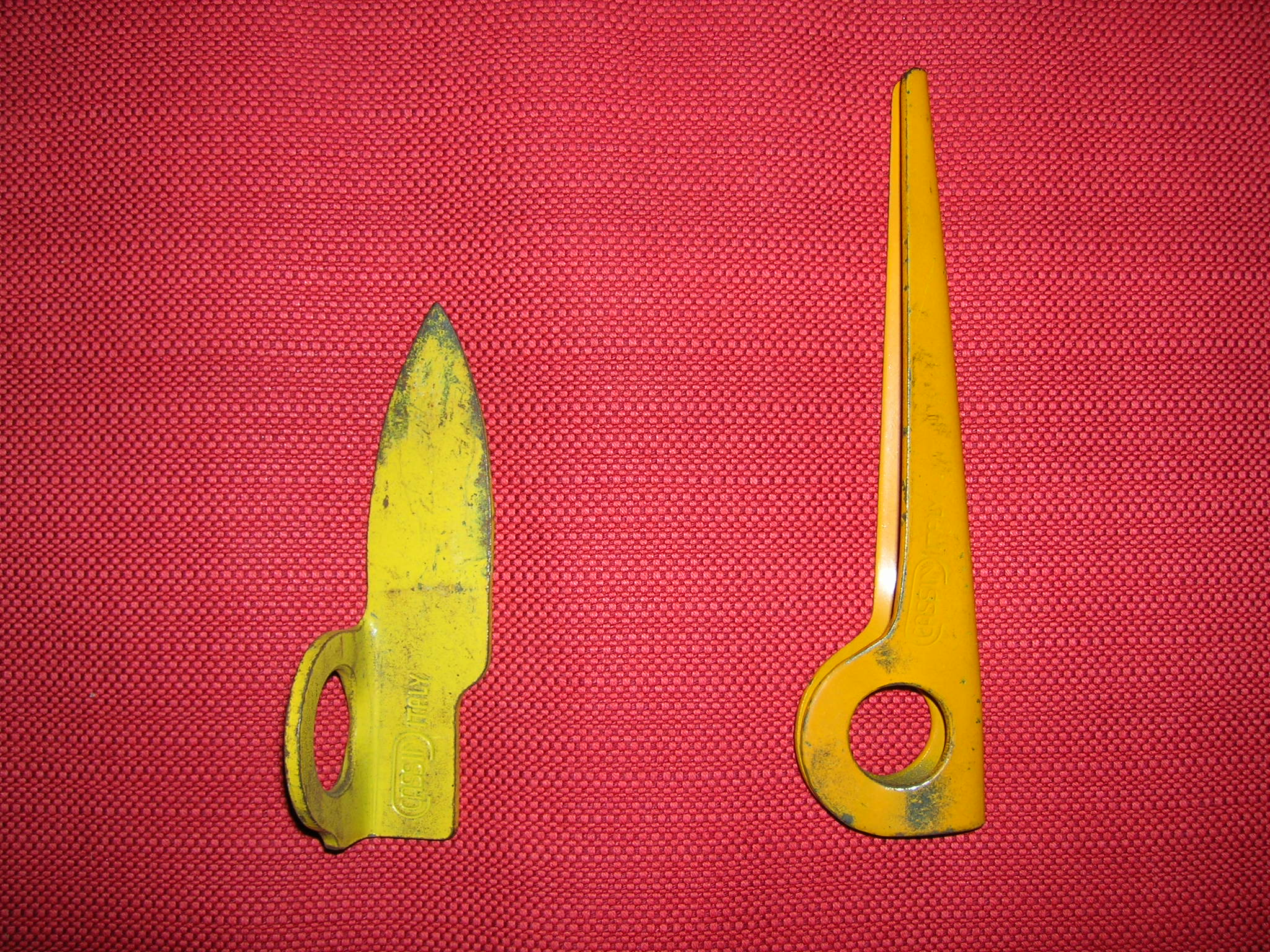
Chiodi da roccia in acciaio speciale (adatti all'uso sul granito). A sinistra un chiodo per fessure verticali, a destra uno per fessure orizzontali

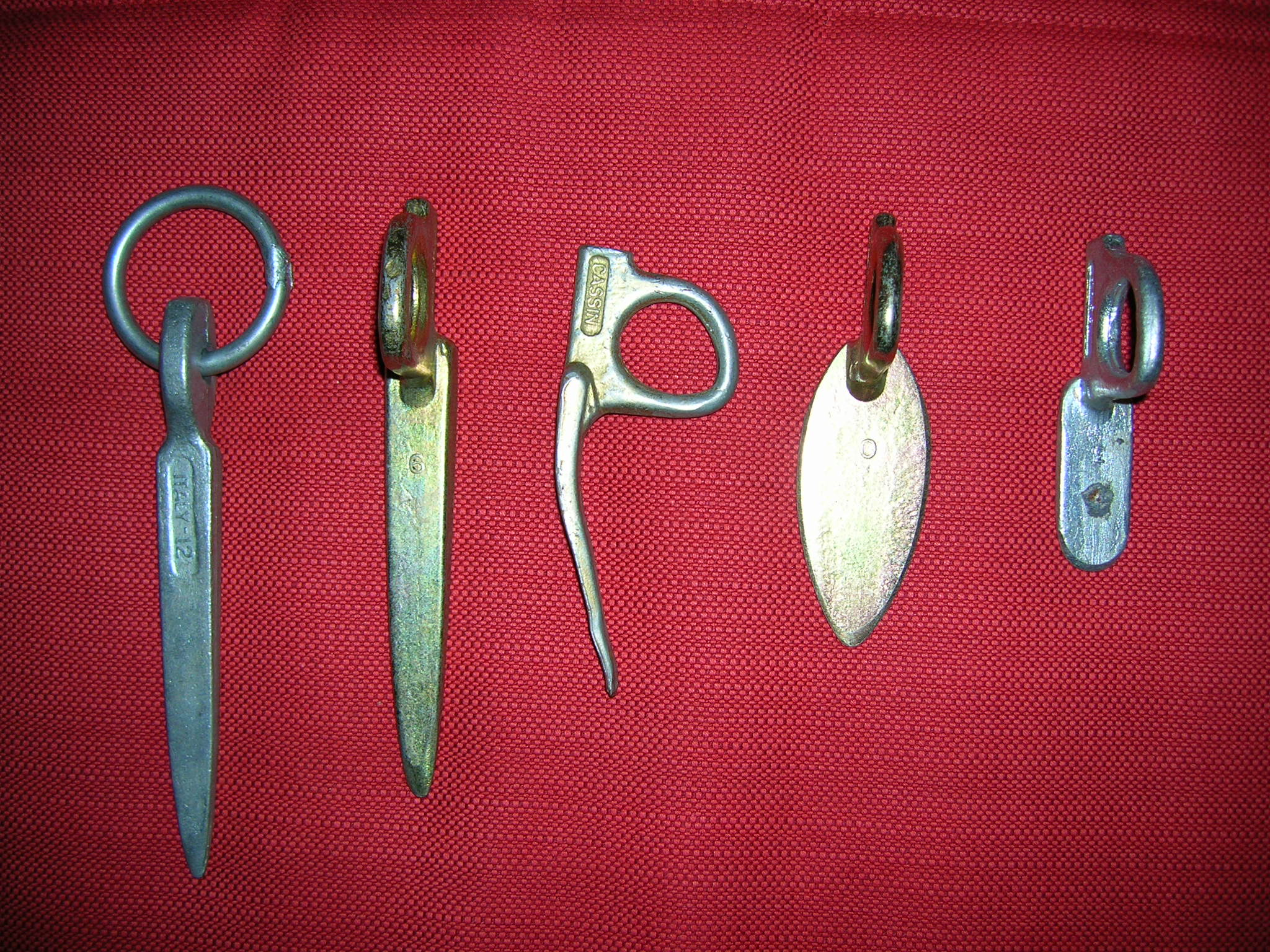
Chiodi da roccia in acciaio dolce (adatti all'uso su calcare). Il chiodo al centro è per fessure verticali, gli altri per fessure orizzontali

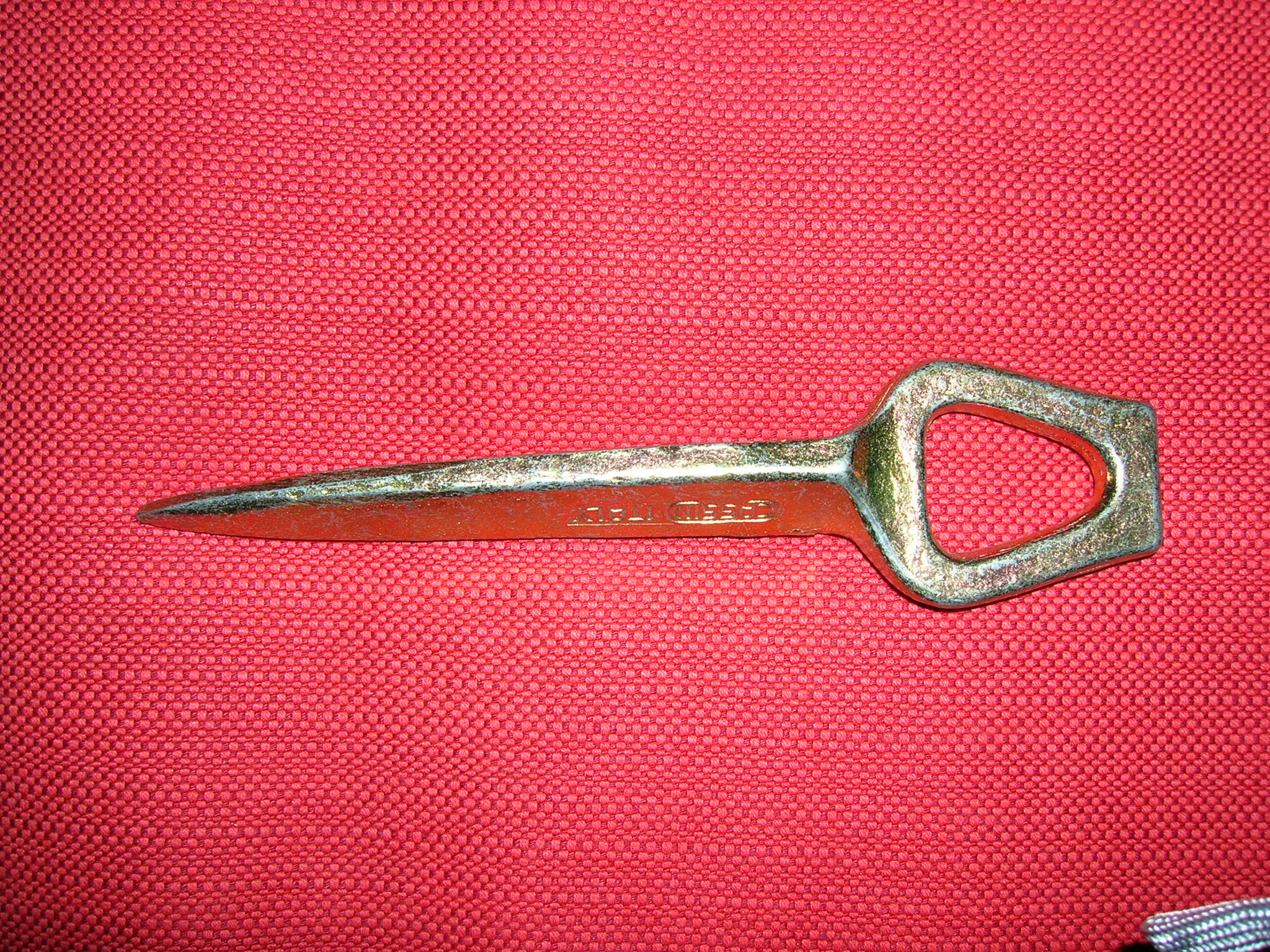
Chiodo da roccia universale (utilizzabili su fessure di diverse angolazioni)

I chiodi da roccia sono degli ancoraggi artificiali utilizzati dagli arrampicatori e dagli alpinisti allo scopo di proteggersi, in caso di caduta, oppure per autoassicurarsi in caso di sosta. Possono anche essere utilizzati per fissare la corda per le calate o per la progressione in arrampicata artificiale.

## Caratteristiche
Si tratta, in genere, di lame o sottili cunei di metallo la cui forma ne consente l'infissione nelle fessure della roccia, grazie all'utilizzo di un apposito martello. La parte terminale del chiodo da roccia è sempre costituita da un occhiello, o foro, che consente l'inserimento di un moschettone o di un cordino.
I chiodi da roccia sono costruiti in diverse forme e materiali per adattarsi al tipo di roccia e di fessura. Rispetto alla posizione dell'anello si distinguono chiodi orizzontali, verticali e universali. Nei chiodi orizzontali l'occhiello è ruotato di 90 gradi rispetto alla lama, in quelli verticali è posto sullo stesso piano ed infine in quelli universali l'occhiello è inclinato di 45 gradi. L'efficienza di un chiodo dipende anche dalla capacità di torsione della lama quando posta sotto carico; questo contribuisce ad aumentare l'attrito tra la lama e la fessura diminuendo il pericolo di fuoriuscita. Per questo motivo è preferibile utilizzare i chiodi orizzontali nelle fessure verticali e viceversa. Il chiodo universale è adatto ad entrambe le situazioni.
I chiodi da roccia inoltre si classificano per lunghezza e vengono distinti in due classi: da progressione (fino a 9 cm) e da sosta (oltre i 9 cm). I chiodi da roccia sono costruiti in acciaio dolce (deformabili) o in acciaio speciale (molto meno deformabili). 
I primi sono utilizzati in rocce "tenere" come le rocce calcaree o la dolomia e la loro tenuta è dovuta alla pressione generata dalla deformazione del chiodo entro alla fessura. In questo caso l'impiego di chiodi in acciaio speciale tenderebbe a rompere la roccia a scapito della tenuta.
I chiodi in acciaio speciale sono utilizzati in rocce "dure" come il granito e lo gneiss. Questi chiodi hanno il vantaggio di deteriorarsi molto meno dei precedenti e di poter essere riutilizzati un maggior numero di volte. 
In caso di salite in montagna (solitamente lunghe) il chiodo è recuperato dal secondo di cordata e nuovamente utilizzato per la salita dal primo di cordata.